# 费尔霍普 (阿拉巴马州)
费尔霍普（英語：Fairhope），是美国阿拉巴马州下属的一座城市。面积约为12.06平方英里（约合31.22平方公里）。根据2010年美国人口普查，该市有人口15,326人，人口密度为1,271.34/平方英里（约合490.9/平方公里）。